# Anihilare (roman)
Anihilare (2014) (titlu original Annihilation) este un roman science fiction horror al scriitorului american Jeff VanderMeer. Acesta este primul volum al trilogiei Southern Reach, a cărei acțiune se petrece într-o zonă abandonată, izolată de restul civilizației, numită Aria X.
Sursa de inspirație a romanului și a seriei a constituit-o drumul de paisprezece mile din St. Marks National Wildlife Refuge, aflat în nordul Floridei. Mare parte din flora și fauna văzută de VanderMeer în această zonă în ultimii 17 ani apare în roman, pe care autorul a declarat că ar dori s-o cuprindă și într-o antologie "Weird Nature"
În martie 2014, VanderMeer a vizitat interiorul farului St. Marks, care i-a oferit inspirația pentru unul dintre cadrele folosite în Anihilare.
În 2018, un film omonim a fost realizat de Paramount Pictures pe baza acestei cărți în regia lui Alex Garland, cu Natalie Portman în rolul principal.

## Intriga
Romanul se deschide cu pătrunderea unei expediții feminine în zona nelocuită cunoscută sub numele de Aria X. Echipa, a douăsprezecea care ajunge acolo, cuprinde o antropologă, o topografă, o biologă și o psihologă. Expediția precedentă îl avusese printre membri pe soțul biologei, care revenise acasă complet schimbat și murise ulterior de cancer.
Femeile descoperă un tunel care coboară sub pământ. Biologa insistă să-l denumească turn, deoarece are niveluri și scări. La fiecare nivel, membrele expediției descoperă citate din opere necunoscute, realizate de o plantă care crește pe pereții interiori. În timp ce examinează scrisul, biologa inhalează din greșeală sporii proveniți dintr-un text. Evenimentul îi afectează organismul. Primul semn pe care-l sesizează este imunitatea dobândită la hipnoza pe care psihologa o exercită asupra celorlalte trei membre ale expediției. Una dintre ele, antropologa, moare la puțin timp după aceea, în timp ce încerca să sape în substanța care acoperea pereții turnului, la sugestia psihologei.
Aceasta din urmă le comunică celorlalte două că antropologa plecase din tabără, pentru a reveni la frontieră. Descoperirea cadavrului mutilat demontează minciuna ei, dar psihologa fuge din tabără și se refugiază în clădirea unui far abandonat, ducând cu ea mare parte din provizii. Biologa se oferă să meargă după ea. Ajunsă la far, descoperă o grămadă formată din jurnalele precedentelor expediții. Printre jurnale se află și cel scris de soțul ei, precum și câteva dintre primele înregistrări despre Aria X, legate de abandonarea zonei de către populație odată cu instaurarea fenomenelor misterioase ale zonei.
Biologa găsește și o psihologă muribundă care, înainte de a deceda, îi mărturisește două lucruri. Primul este acela că frontiera Ariei X se extinde treptat peste lumea locuită. Al doilea este faptul că trupul biologei a început să strălucească, lucru care indică o transformare internă provocată de inhalarea sporilor. De altfel, o serie dintre lucrurile văzute pe parcursul călătoriei prin Aria X - printre care și delfinii cu ochi omenești sau încercările de transcrieri de pe pereții turnului - o făcuseră pe biologă să-și pună întrebări legate de posibila metamorfoză a membrilor fostelor expediții, mai ales că cei care reveniseră înapoi din ele păreau doar carcase golite de orice urmă de umanitate.
Biologa se întoarce în tabăra în care antropologa o așteaptă pentru a o ucide, deoarece e convinsă că aceasta se transformă. Simțurile îmbunătățite o ajută pe biologă să-și ucidă fosta colegă de expediție. În final, femeia decide să rămână în Aria X și să caute rămășițele prezenței soțului ei acolo.

### Cuprins
| - 01: Inițierea - 02: Integrare - 03: Imolare | - 04: Imersie - 05: Disoluție |

## Personaje
Niciunul dintre personajele romanului nu are nume. Autorul le denumește pe cele patru femei participante la a douăsprezecea expediție după meseria lor: biologa, psihologa, antropologa și topografa. Pe lângă acestea mai apar menționați soțul biologei și persoana care lucrase la far înainte de apariția Ariei X, dar nici numele lor nu este precizat.

## Opinii critice
Romanul a fost primit destul de bine de critică. Jason Sheehan de la National Public Radio a remarcat că este o carte plină de suspans, care te face să dai paginile una după alta: „după trei ore mi-am dat seama că terminasem deja jumătate de carte și mă întrebam când am parcurs atâtea pagini” Salon.com l-a numit cartea săptămânii, în timp ce revista GQ l-a desemnat drept una dintre cele mai bune cărți ale lunii februarie, spunând că este „despre niște spori inteligenți și mortali care dau naștere unei lecturi captivante”. Washington Post spune că a fost „destul de înfiorătoare, un roman horror în vechiul stil gotic a cărui acțiune se petrece într-un viitor nu prea îndepărtat”, iar The Telegraph că „prezintă semnele necesare că ar fi romanul care-i va permite lui VanderMeer să acceadă la o audiență mai largă”. Entertainment Weekly i-a acordat romanului nota B+.